# Football Club Zbrojovka Brno 2011-2012
Questa voce raccoglie le informazioni riguardanti lo Zbrojovka Brno nelle competizioni ufficiali della stagione 2011-2012.

## Rosa
| N. |                      | Ruolo | Calciatore        |
| -- | -------------------- | ----- | ----------------- |
| 1  | Rep. Ceca (bandiera) | P     | Martin Doležal    |
| 2  | Rep. Ceca (bandiera) | D     | Miroslav Král     |
| 3  | Rep. Ceca (bandiera) | D     | David Pašek       |
| 4  | Rep. Ceca (bandiera) | D     | Luděk Pernica     |
| 5  | Rep. Ceca (bandiera) | C     | Dominik Simerský  |
| 7  | Rep. Ceca (bandiera) | C     | Jan Hromek        |
| 8  | Rep. Ceca (bandiera) | C     | Michal Sedláček   |
| 9  | Rep. Ceca (bandiera) | A     | Petr Švancara     |
| 11 | Senegal (bandiera)   | C     | Lamine Fall       |
| 12 | Serbia (bandiera)    | C     | Uglješa Radinović |
| 14 | Rep. Ceca (bandiera) | C     | Jaroslav Borák    |

| N. |                      | Ruolo | Calciatore        |
| -- | -------------------- | ----- | ----------------- |
| 16 | Rep. Ceca (bandiera) | D     | Petr Buchta       |
| 18 | Rep. Ceca (bandiera) | C     | Radek Buchta      |
| 20 | Rep. Ceca (bandiera) | P     | Tomáš Bureš       |
| 21 | Rep. Ceca (bandiera) | C     | Václav Tomeček    |
| 22 | Rep. Ceca (bandiera) | D     | Ivo Zbožínek      |
| 23 | Rep. Ceca (bandiera) | C     | Václav Koloušek   |
| 25 | Rep. Ceca (bandiera) | A     | Martin Doležal    |
| 26 | Rep. Ceca (bandiera) | A     | Tomáš Došek       |
| 28 | Rep. Ceca (bandiera) | A     | Rostislav Šamánek |
| 29 | Rep. Ceca (bandiera) | D     | Martin Kasálek    |
| 30 | Rep. Ceca (bandiera) | D     | Zdeněk Polák      |